# Saint-Dizant-du-Bois
Saint-Dizant-du-Bois là một xã ở tỉnh Charente-Maritime thuộc vùng Nouvelle-Aquitaine tây nam nước Pháp.

## Dân số
| Năm  | Dân số | Density | Percent of the canton |
| ---- | ------ | ------- | --------------------- |
| 1962 | 123    | -       | -                     |
| 1968 | 134    | -       | -                     |
| 1975 | 99     | -       | -                     |
| 1982 | 103    | -       | -                     |
| 1990 | 83     | -       | -                     |
| 1999 | 80     | 19/km²  | 1.11%                 |

- Xã của tỉnh Charente-Maritime